# محاولات الانقلاب في ليبيا سنة 2014
ذُكر في وسائل الإعلام محاولتين لإنقلاب عسكري سنة 2014 من قبل قوات موالية للواء خليفة بلقاسم حفتر، قائد القوات البرية الليبية. [بحاجة لمصدر]

## فبراير 2014
ذكر أن حفتر سيطر على المؤسسات الرئيسية في ليبيا صباح الجمعة 14 فبراير، قبل إعلانه على التلفزيون أنه عَلَّق مهامالمؤتمر الوطني العام، الحكومة والإعلان الدستوري. زعم حفتر العمل باسم تحالف القوى الوطنية، وأن القوات الموالية له متواجدة في العاصمة طرابلس، على الرغم من أنه أيضًا قال في خطابه أنها ليست محاولة انقلاب، إنما «تصحيحًا لمسار الثورة».

### رد الفعل
على الرغم من الإعلان بحسب ذي إندبندنت فَلم يبدو ظاهر أي تواجد عسكري ولو بالحد الأدنى بطرابلس. السفيرة الأميركية لليبيا، سفيرة ديبورا، هي أيضًا صرحت بأنه لا توجد أي مظاهر من خطاب حفتر.
رد وزير الدفاع الليبي آن ذاك عبد الله الثني، على إدعاءات بيان حفتر بتواجد قوات موالية له في طرابلس بأنها كذبة، مضيفًا أن حفتر ليس لديه شرعية. وأكد الثني أيضًا على أنهم سيلاحقون حفتر بتهمة التخطيط لمحاولة الانقلاب.
تصريح مشابه حمله رئيس الوزراء علي زيدان عبر التلفزيون العمومي بأنهم «لن نسمح لأي أحد باختطاف الثورة الليبية،» مضيفًا بأن القيادة العسكرية، بمساعدة القوات الموالية للحكومة، ستسعى لاعتقال حفتر.

## مايو 2014
في 18 مايو 2014، أُقتحم مقر المؤتمر الوطني العام من قبل قوات موالية للواء خليفة حفتر، ذُكر أنها ضمت لواء الزنتان، الأمر الذي وصفته الحكومة الليبية بمحاولة الانقلاب.